# FR3 Jeunesse
FR3 Jeunesse est un bloc de programmes pour la jeunesse diffusé du 6 janvier 1975 au 20 septembre 1986 sur FR3.

## Séries d'animation
- Aglaé et Sidonie
- Alphonse
- À skis redoublés
- Les Aventures de Colargol
- Les Aventures de Peter
- Les Aventures de Saturnin
- Les Aventures de Thomas Gordon
- Les Aventures du capitaine Bobardov
- Aventures sous-marines
- Balthazar, le mille-pattes
- Belle et Sébastien
- Bouba
- Bolek et Lolek
- Contes de l'arc-en-ciel
- Les Contes de Grimm
- Contes des prés et des bois
- Les Contes du folklore japonais
- Le Crayon enchanté
- Le Croc-note Show
- Devinez le proverbe
- L'Enfance de Dominique
- Les Entrechats
- Les Facéties de l'Hélicotron
- Fred Basset
- Gilles et Julie
- Grégoire et son canard
- Les Histoires de Nasrettin Hodja
- Il était une fois... la Vie
- Il était une fois... l'Homme
- Il était une fois... l'Espace
- Inspecteur Gadget
- Jumeau, jumelle
- Lassie
- Lotte Reiniger
- Lucky Luke
- La Maison de Personne
- Mackintosh
- Le Manège enchanté
- La Minute de Spirale
- Mon Ami Guignol
- Mon Amie Socia
- Les Mystères de la Tamise
- L'Ours Paddington
- Le Petit Chevalier de cœur
- Le Petit Chien
- Professeur Balthazar
- Le Roi Rollo
- Le Roman de Renart
- Le spectacle de Bullwinkle
- Speedy Gonzales
- Taupinette
- Tom et le Vilain Matou
- Ulysse 31
- Victor et Maria
- Les Voyages extraordinaires de Jules Verne (réalisation Serge Danot)
- Edgar le détective cambrioleur

## Séries live et documentaires
- La Malédiction du kriss pusaka